# Tiopłyj Stan
Tiopłyj Stan (ros. Тёплый Стан – Ciepłe Stan) – stacja moskiewskiego metra linii Kałużsko-Ryskiej (kod 107). Nazwa stacji pochodzi od pobliskiego rejonu Cioplyj Stan w południowo-zachodnim okręgu administracyjnym Moskwy. Wyjścia prowadzą na ulice Profsojuznaja, Tiopłyj Stan i  Nowojasenewskij Prospekt.

## Wystrój
Stacja jest trzykomorowa, jednopoziomowa, posiada jeden peron. Dwa rzędy 26 kolumn obłożono białym marmurem, a ich rogi, jak i ściany stacji pokryto brunatnymi płytkami ceramicznymi. Podłogi wyłożono szarym i czarnym granitem.